# Hypnodon papillosus
Hypnodon papillosus là một loài rêu trong họ Rhachitheciaceae. Loài này được (R.S. Williams) Z. Iwats. mô tả khoa học đầu tiên năm 1957.